# Lecointea ovalifolia
Lecointea ovalifolia är en ärtväxtart som beskrevs av James Francis Macbride. Lecointea ovalifolia ingår i släktet Lecointea och familjen ärtväxter. IUCN kategoriserar arten globalt som sårbar. Inga underarter finns listade i Catalogue of Life.